# Hedvičino údolí
Hedvičino údolí (též Hedvičina rokle) je skalnaté údolí v Železných horách a v okrese Chrudim.

## Geografie a geomorfologie
Hedvičino údolí (376 - 340 m n. m.) je asi 1,5 km dlouhé údolí orientované východ-západ zahloubené do jihozápadního úbočí Železných hor mezi městem Třemošnice (místní částí Hedvikov) a vesnicí Kraskov (hrází rybníka Dolní peklo). Do katastru Kraskova ale patří jen velmi malá část údolí. Sevřené je prudkými svahy vrchu Kobylí hlava ze severu a Kaňkových hor z jihu. Geomorfologicky spadá do celku Železných hor, podcelku Sečská vrchovina, okrsku Spálavský hřbet a podokrsku Lichnický hřbet.

## Přírodní poměry
Hedvičino údolí je sevřeno prudkými částečně skalnatými svahy a to zejména v prostoru styku s boční roklí připojující se v dolní části údolí od severu. Hedvičino údolí prolamuje hlavní hřeben Železných hor a je možné v něm pozorovat horniny různého stáří. Osu jí tvoří Zlatý potok stékající z náhorní plošiny vrchoviny do Čáslavské kotliny, jehož tok je upraven několika jezy. Původně bylo modelováno vodstvem dnešní řeky Chrudimky, která tudy protékala. Díky tektonickým pohybům byl ale její tok v prostoru Sečské přehrady odkloněn do dnešního směru.
Údolí se nachází na území CHKO Železné hory, národní přírodní rezervace Kaňkovy hory a evropsky významné lokality Lichnice - Kaňkovy hory a je celé zalesněné.

## Komunikace a stavby
Podél potoka je roklí vedena zeleně značená trasa 4307 vedoucí z Třemošnice do Heřmanova Městce s červeně značenými odbočkami do Horního Bradla a Chrudimi. Souběžně s ní jsou vedeny i naučné stezky. Komunikace vhodná pro provoz automobilů se v rokli nenachází. Jedinou významnou stavbou je slévárna v dolním zakončení údolí, v horním zakončení se nachází několik chat.